# Plac Wolności w Poznaniu
Plac Wolności (gwarowo Plajta) – plac w Poznaniu znajdujący się na zachód od średniowiecznej części miasta. Jest to prostokątna płaszczyzna o wymiarach 85 na 205 m o osi długiej zorientowanej równoleżnikowo. Otoczony od północy, wschodu i południa jezdniami. Na jezdni południowej znajduje się pojedynczy tor tramwajowy dla ruchu ze wschodu na zachód (jego uzupełnienie stanowi torowisko przy ulicy Święty Marcin).

## Historia
Pierwsze plany zagospodarowania terenów dzisiejszego Placu Wolności pojawiły się w okresie działania Komisji dobrego porządku, jednak II rozbiór Polski uniemożliwił ich realizację. Prace kontynuowały pruskie władze. Przed włączeniem do miasta teren ten nazywany był Muszą Górą. Nazwa ta pochodziła od rodu Muszyńskich, którzy byli właścicielami tej ziemi od XVI wieku. Nowe władze zniosły średniowieczne fortyfikacje oraz włączyły do miasta dawne przedmieścia, w tym Kundorf i przedmieście św. Marcina. Na nowo pozyskanych terenach powstało tzw. Górne Miasto, a jednym z elementów jego urbanistyki był plac, na którym można było rozwinąć pełny szyk pułku piechoty. Teren miasto odkupiło w 1798 od szlachcica Dobrzyckiego (sześć mórg magdeburskich). Zapłacono za to 2500 talarów.
W tym celu zniwelowano wzniesienie Muszej Góry. Nowy plac, pełniący zarówno funkcję reprezentacyjną, jak i handlową, otrzymał nazwę Placu Wilhelmowskiego (Wilhelmsplatz), ku czci Fryderyka Wilhelma III. Zmiany w charakterze placu przyspieszył pożar w 1803 roku. Zlikwidowano wówczas graniczący z nim od północy stary cmentarz żydowski oraz zmieniono układ sąsiedniego Kundorfu. Na samym placu zasadzono drzewa zmieniając go w park. Powstanie oraz wkroczenie wojsk francuskich w 1806 roku sprawiło, że plac otrzymał nowego patrona – Napoleona. Upadek Księstwa Warszawskiego był przyczyną powrotu do nazwy niemieckiej.
Kolejne poważne zmiany na placu miały miejsce około połowy XIX wieku. Część wschodnia nadal miała charakter parku, zaś zachodnią przekształcono w typowy plac z dwoma pomnikami. Najstarszy, nazywany Löwendenkmal (pomnik nachodzki), pierwszy pruski pomnik w mieście, przedstawiał lwa oraz czterech żołnierzy. Stanowił on upamiętnienie zwycięstwa w wojnie prusko-austriackiej w 1866 roku. Nieco później, u wylotu ulicy Kohleisa (dziś ul. Nowowiejskiego) postawiono pomnik generała Karola Fryderyka Steinmetza, dowodzącego w bitwie pod Náchodem stoczonej podczas tej samej wojny. Ostatni z pomników, upamiętniający Fryderyka Wilhelma III, stanął przy wylocie ul. Nowej (dziś Paderewskiego) w 1902 roku.
W międzyczasie plac został otoczony również reprezentacyjnymi budynkami:
- od północy Biblioteką Raczyńskich
- od wschodu Muzeum prowincjonalnym w Poznaniu i Hotelem Bazar
- od południa Księgarnią św. Wojciecha, Bankiem Włościańskim, domem Brandtów i domem handlowym Haase & Co.
- od zachodu Arkadią

Po wybuchu powstania w 1918 roku miasto zostało opanowane przez Polaków. Na placu Wilhelmowskim w dniu 26 stycznia 1919 roku żołnierze wielkopolscy oraz ich dowódca – generał Józef Dowbor-Muśnicki złożyli uroczystą przysięgę (wydarzenie to upamiętnia znajdująca się na placu płyta). W kwietniu 1919 roku polskie władze usunęły z placu niemieckie pomniki, a w czerwcu tego samego roku plac otrzymał dzisiejszą nazwę.
W 1923 roku ponownie zmieniono układ placu. Wycięto stare drzewa pozostawiając tylko dwa rzędy młodych, zamontowano też elektryczne latarnie. Natomiast miejsca po dawnych pomnikach zmieniono w klomby. Istniały projekty postawienia nowych monumentów, z których najpoważniejszą była idea pomnika ku czci Bolesława Chrobrego z 1925 roku, jednak żadna z nich nie została zrealizowana. Nie zrealizowano też Pomnika Wolności, którego 33 projekty wystawiono 21 listopada 1927 w Pałacu Targowym. Zrealizowano natomiast (w 1937) okazałą siedzibę PKO BP – w modnym podówczas stylu wczesnego modernizmu. W marcu 1939 roku Rada Miasta postanowiła nadać nowego patrona – Romana Dmowskiego, jednak decyzja ta została anulowana przez władze centralne.
W okresie tuż przed wybuchem wojny plac rozkopano przecinając go rowami przeciwlotniczymi. Po wkroczeniu wojsk niemieckich nazwę ponownie zmieniono na Wilhelmsplatz, a teren uporządkowano.
Po II wojnie światowej pierwsza polska manifestacja odbyła się tutaj w niedzielę, 25 lutego 1945, a zatem dwa dni po zakończeniu bitwy o miasto. Plac, po raz kolejny przemianowany na plac Wolności, został w latach 60. przebudowany według projektu Witolda Milewskiego i Zygmunta Skupniewicza. Wycięto wówczas drzewa, a najbardziej charakterystycznym elementem tego projektu stała się fontanna w północnej części placu z Pomnikiem Higiei.
W 1994 odbył się konkurs architektoniczny na nową aranżację placu, w którym zwyciężył zespół pod kierunkiem Piotra Wędrychowicza, zainspirowany układem rzymskiego Piazza Navona. Zaproponowano wówczas obszerne i zagłębione atrium w miejscu obecnej fontanny, a Pomnik Wolności miał się znaleźć w środku placu. Z atrium pasaże handlowe poniżej płyty placu prowadzić miały na parking podziemny, w kierunku Bazaru, Muzeum Narodowego, hotelu Rzymskiego i na ul. Paderewskiego. Przy Alejach Marcinkowskiego stanąć miała przeszklona fontanna, z której woda efektownie miała spływać do atrium. Po obu stronach placu planowano umieszczenie szpalerów drzew. Projektu nie zrealizowano.
W 2005 roku rozpoczęła się kolejna przebudowa, związana z powstaniem podziemnego parkingu pod placem. Autorami projektu, który nawiązywał do tego z okresu międzywojennego byli Kazimierz Ruciński i Stanisław Kirkin. Fontannę zastąpił klomb, powróciły również drzewa. Prace zakończono w 2006 roku. Płyta placu jest wykorzystywana do różnych celów, począwszy od ekspozycyjnych (np. międzynarodowa wystawa rzeźby monumentalnej Preludium. Rzeźba w mieście, maj-czerwiec, 2008), po wielki sezonowy ogródek piwny.
Jesienią 2009 roku ponownie odsłonięto pomnik Higiei, który powrócił na płytę placu po renowacji. W roku 2010 w części wschodniej placu rozpoczęto budowę „Fontanny Wolności”.
W 2023 roku objęto ochroną w formie pomnika przyrody rosnące na placu cztery platany klonolistne nadając im nazwy:
- platan im. prof. Aliny Hejnowicz o obwodzie 286 cm
- platan im. prof. Konstantego Steckiego o obwodzie 225 cm
- platan im. prof. Józefa K. Paczoskiego o obwodzie 225 cm
- platan im. prof. Witolda Kuleszy o obwodzie 240 cm.

## Winda
W budynku przy Placu Wolności 14, czyli kamienicy Towarzystwa Ubezpieczeniowego Union z lat 1910–1911, znajduje się jedna z najstarszych czynnych wind w Polsce.

## Galeria

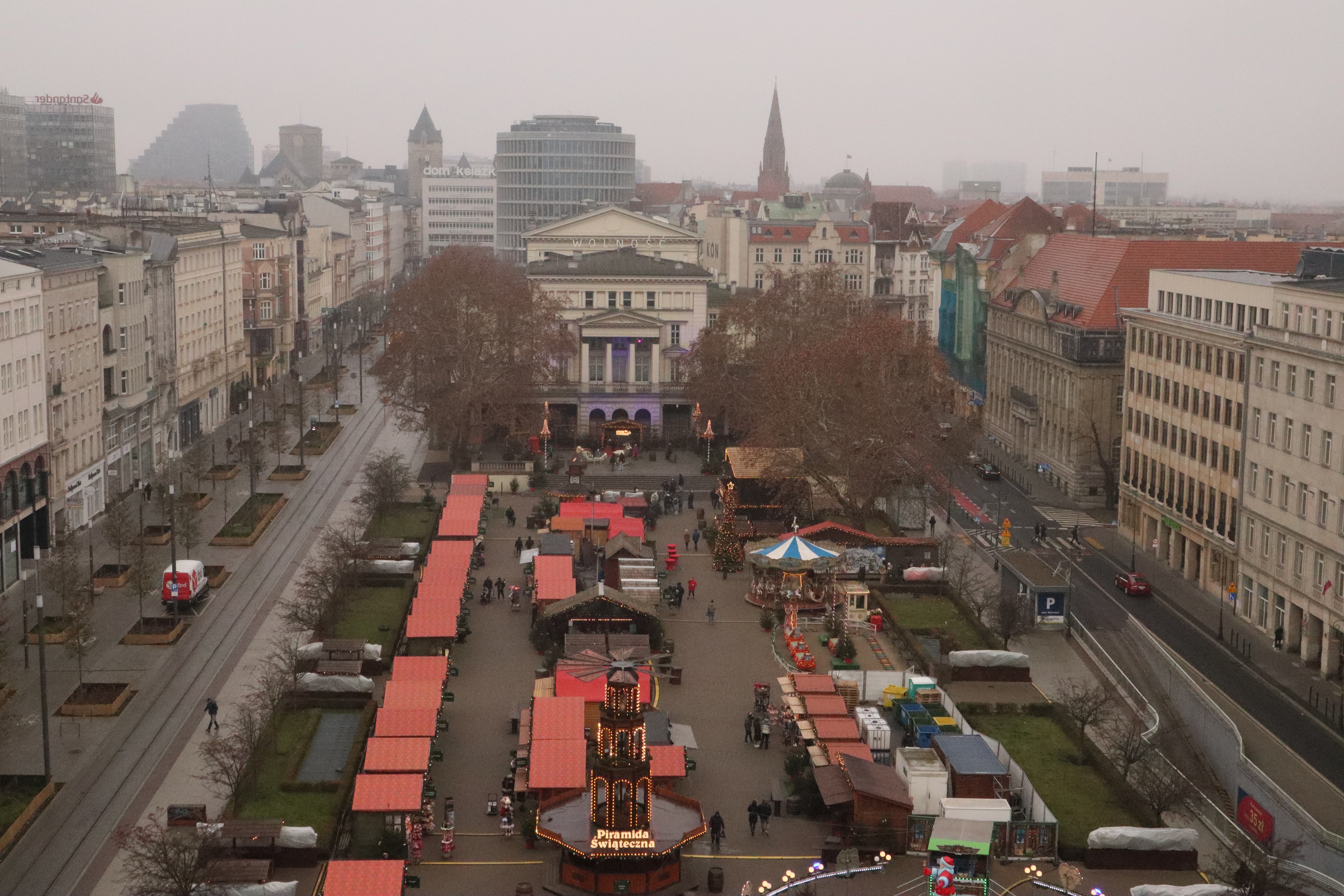
Bazar świąteczny
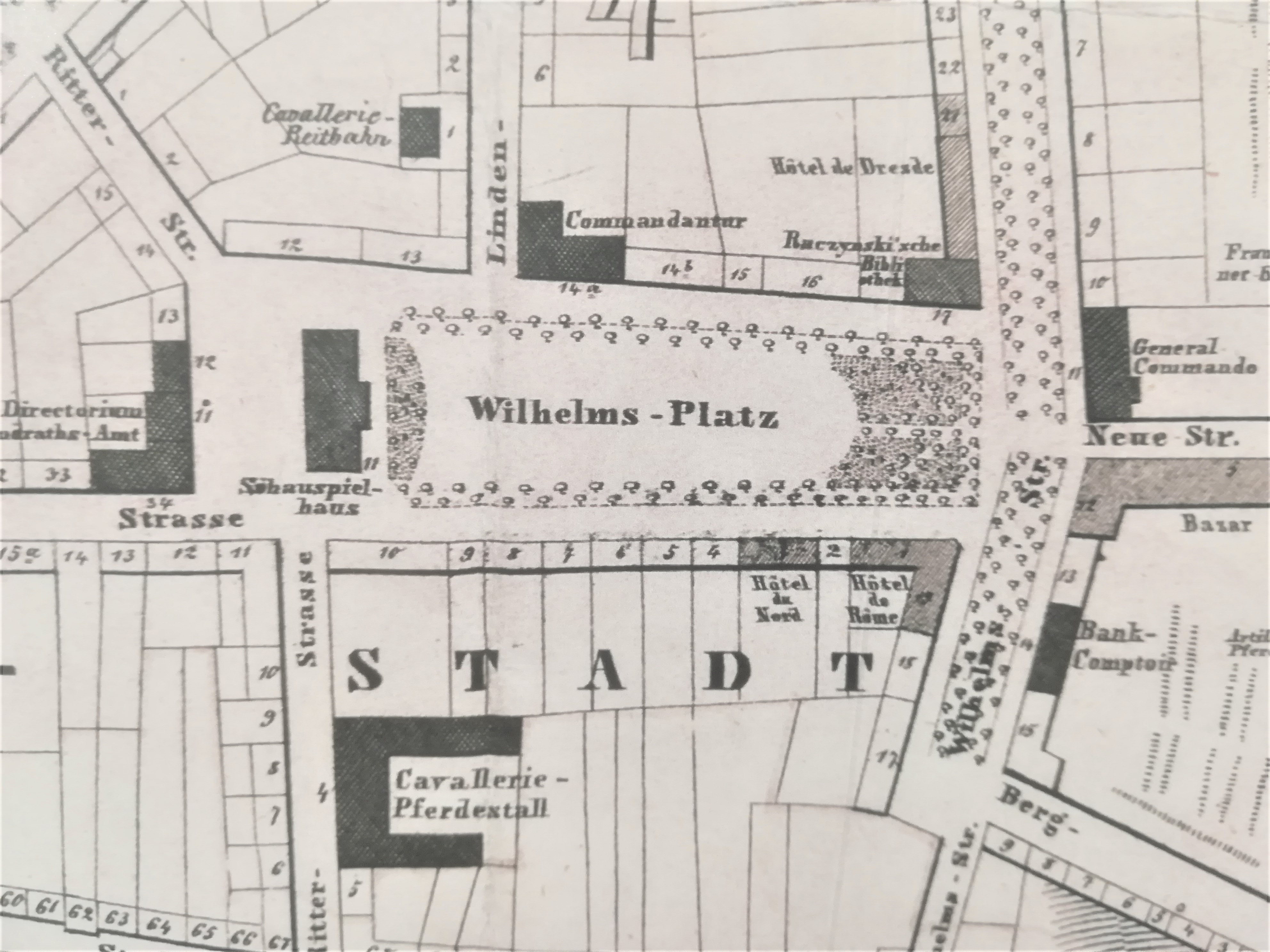
Plac na mapie z 1856
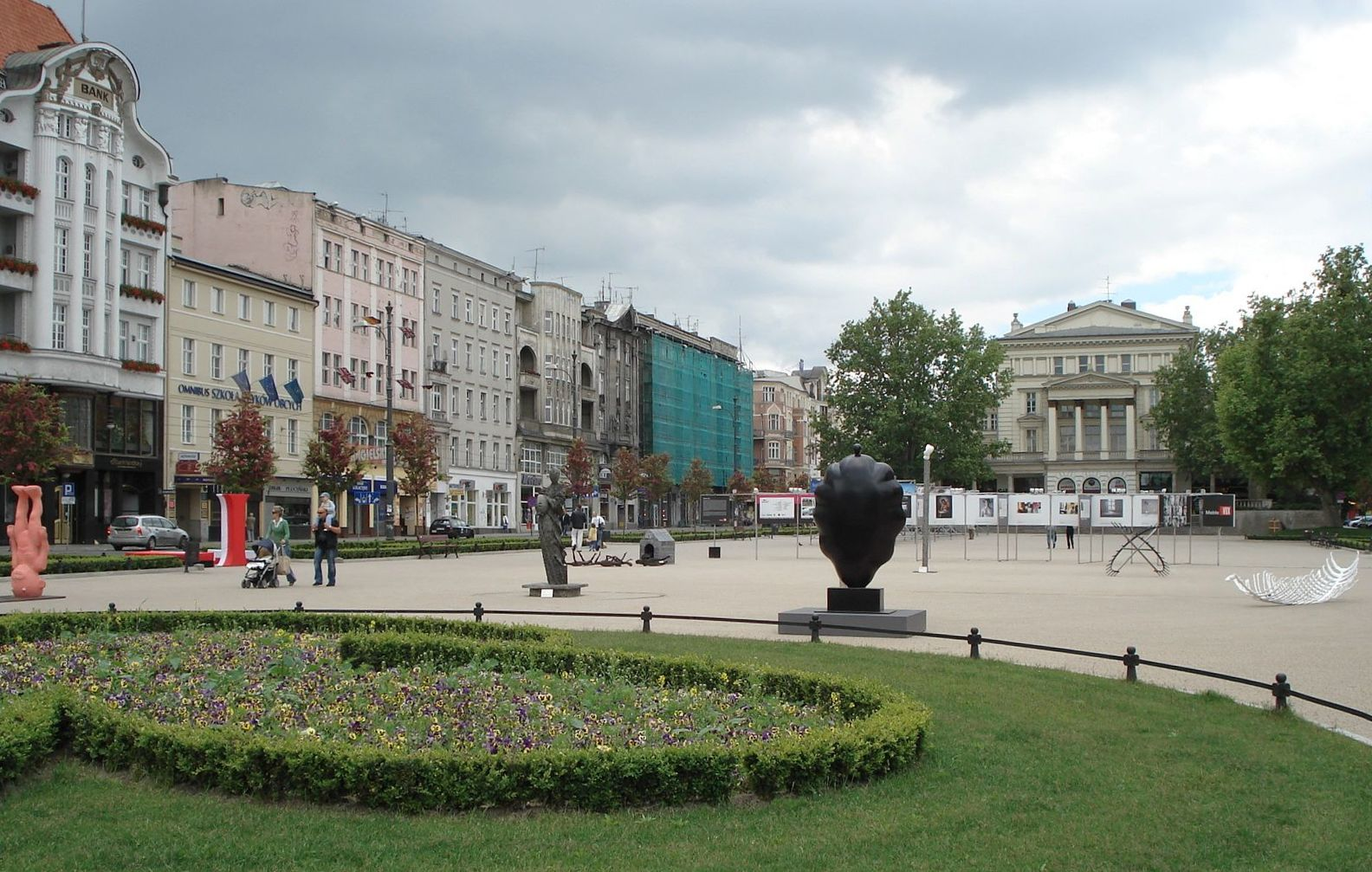
Pl. Wolności podczas plenerowej wystawy rzeźby współczesnej, 2008
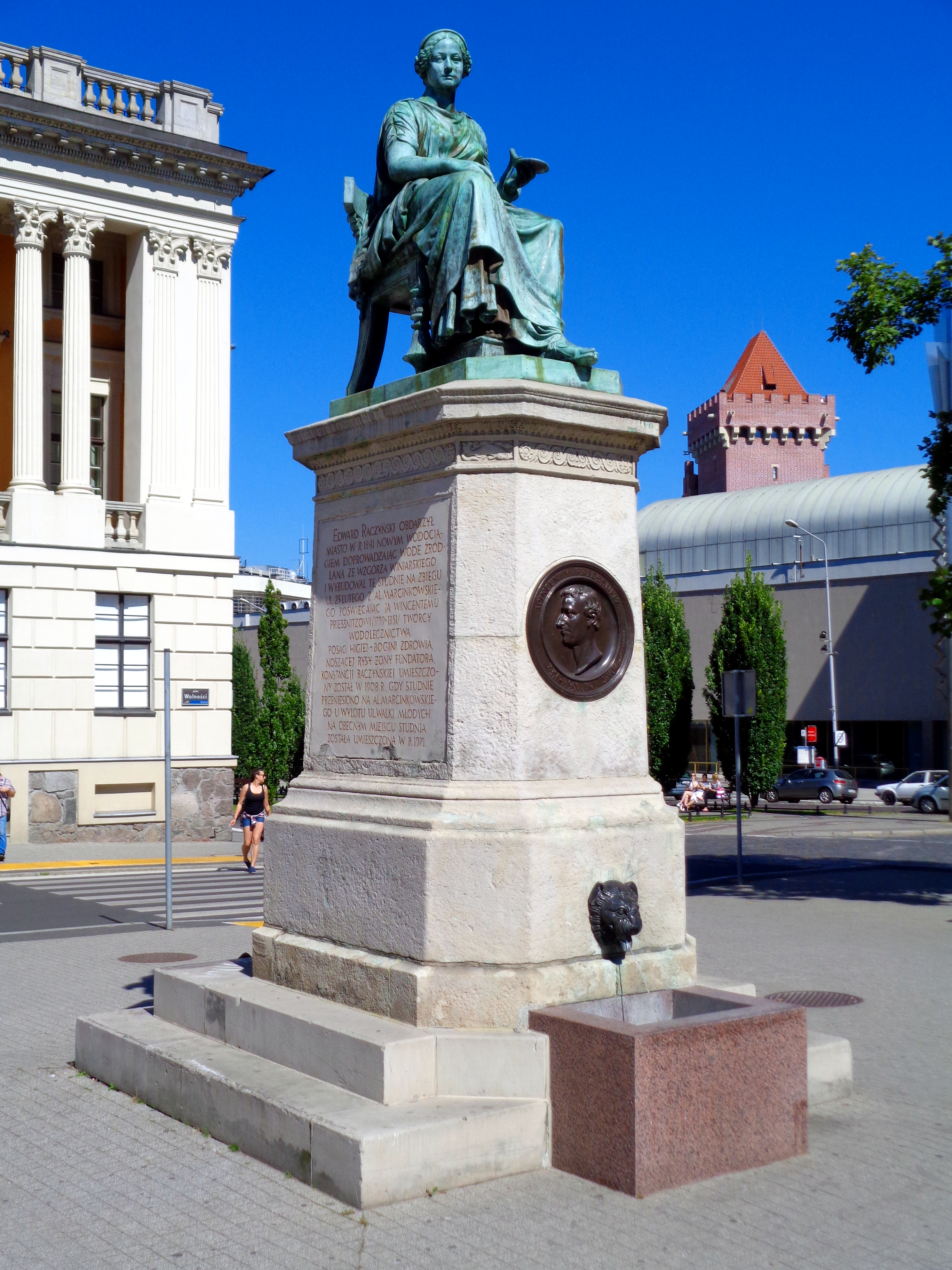
Pomnik Higiei
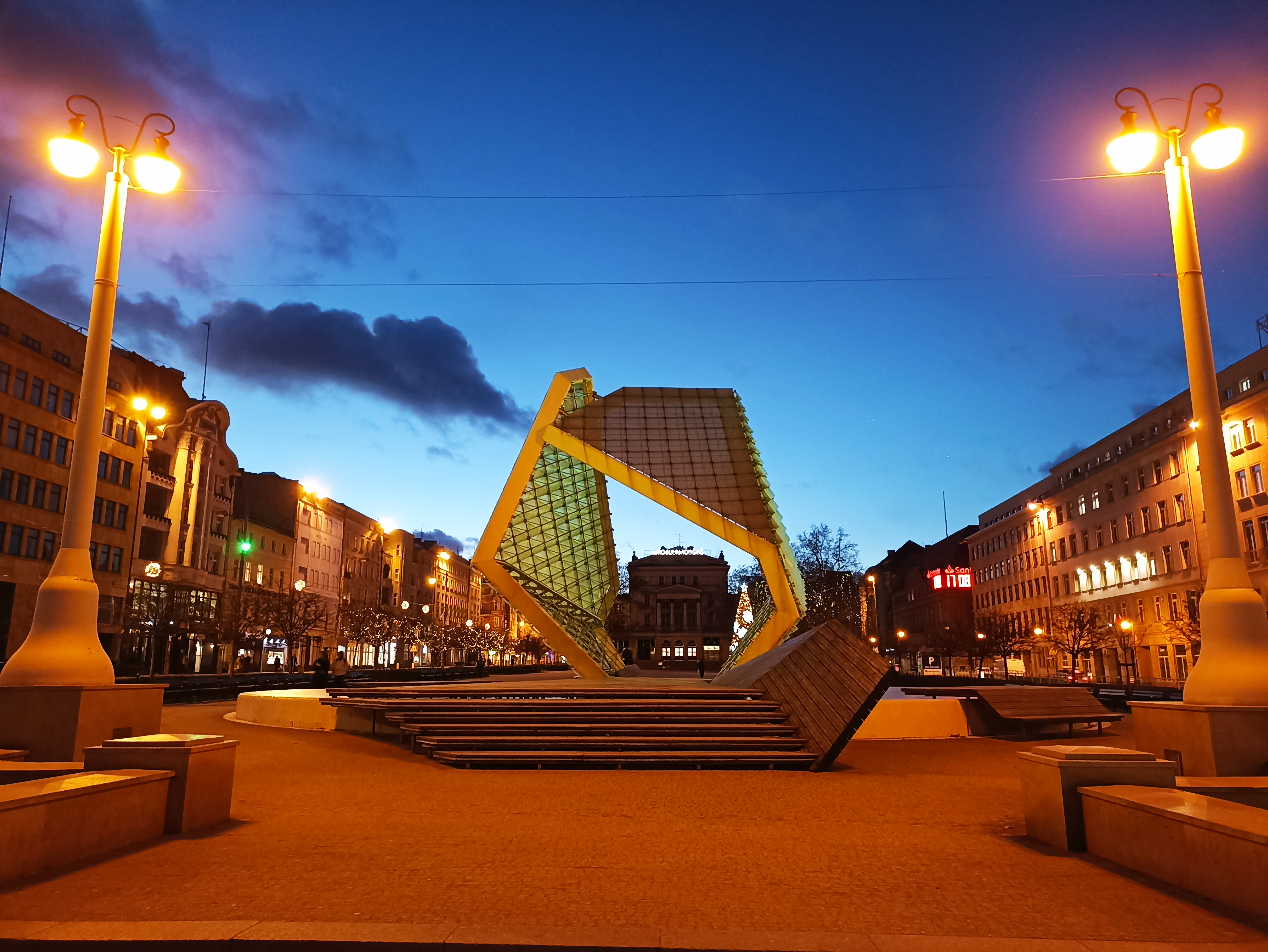
Plac Wolności
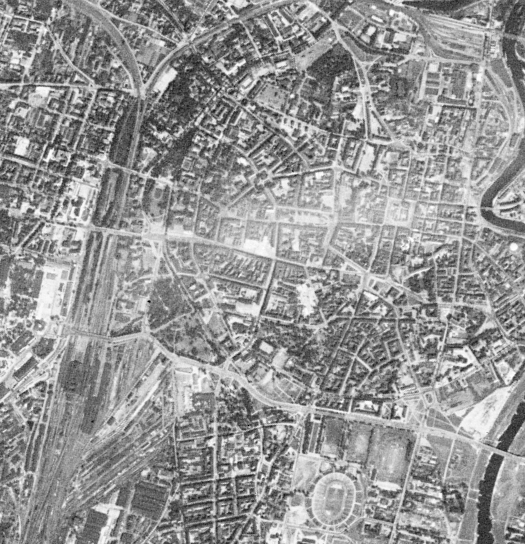
Zdjęcie satelitarne centrum Poznania z 1965 r. Widoczny pl. Wolności.